# (33308) 1998 KR53
1998 KR53 (asteroide 33308) é um asteroide da cintura principal. Possui uma excentricidade de 0.00165740 e uma inclinação de 15.48212º.
Este asteroide foi descoberto no dia 23 de maio de 1998 por LINEAR em Socorro.